# XXVI Gruppo
Il XXVI Gruppo era un gruppo di volo della Regia Aeronautica, attivo nell'9º Stormo.

## Storia
Al 26 febbraio 1924 il XXVI Gruppo Bombardamento Notturno è all'Aeroporto di Ciampino con la 11ª Squadriglia e la 13ª Squadriglia ed alla fine del 1925 era con i Caproni Ca.36.
Al 1º luglio 1926 è nell'8º Stormo all'Aeroporto di Ciampino Sud con la 11ª Squadriglia e la 13ª Squadriglia equipaggiate con i bombardieri Caproni Ca.73 nell'8º Stormo.
Nel corso del 1929 il XXVI Gruppo venne convertito sui Caproni Ca.74.
Il 26 febbraio 1934 era all'Aeroporto di Ciampino Nord nel 9º Stormo da bombardamento terrestre con la 11ª Squadriglia e 13ª Squadriglia sui Caproni Ca.74. 

### Guerra d'Etiopia
L’ordine di partenza del XXVI Gruppo aeroplani da bombardamento è del 21 novembre 1935 nell'ambito della Guerra d'Etiopia. La partenza del reparto avviene da Napoli il 7 dicembre. La prima azione di guerra con gli S.M.81 è del 22 dicembre inquadrato nel 9º Stormo.
Fanno parte del Gruppo:
- 11ª Squadriglia;
- 13ª Squadriglia.[1]

Il 26 dicembre nell'ambito dell'Offensiva etiope di Natale sgancia 12 bombe C500T all'Iprite a Meyda Merra. 
Al 15 gennaio 1936 è a Gura (Eritrea).

### Africa Orientale Italiana
Al 3 agosto 1936 è all'Aeroporto di Assab nel Comando settore aeronautico est di Dire Daua nell'ambito dell'Africa Orientale Italiana.

### Seconda guerra mondiale
Al 10 giugno 1940 il 26º Gruppo è comandato dal Ten. Col. Italo Napoleoni all'Aeroporto di Viterbo con l'11ª e la 13ª Squadriglia con 7 Savoia-Marchetti S.M.79 ognuna nel 9º Stormo e nell'Aeronautica dell'Africa Orientale il 26º Gruppo Bombardieri Bis è all'Aeroporto di Gondar con l'11ª e la 13ª Squadriglia all'Aeroporto di Bahar Dar con 6 Caproni Ca.133 ognuna.